# Castigaleu
Castigaleu è un comune spagnolo di 102 abitanti situato nella comunità autonoma dell'Aragona.
Fa parte di una subregione denominata Frangia d'Aragona. Lingua d'uso, è, da sempre, una variante del catalano occidentale.